# Juan Carlos Ruiz Díaz
Juan Carlos Ruiz Díaz Parri (Asunción, Paraguay, 1 de agosto de 1967) es un exfutbolista paraguayo. Es el futbolista extranjero con más goles y más partidos jugados en Talleres de Argentina.

## Clubes
| Club           | País      | Año         |
| -------------- | --------- | ----------- |
| Sport Colombia | Paraguay  | 1989 - 1990 |
| Talleres       | Argentina | 1990 - 1996 |
| Levante U.D.   | España    | 1996 - 1997 |